# Lamela média

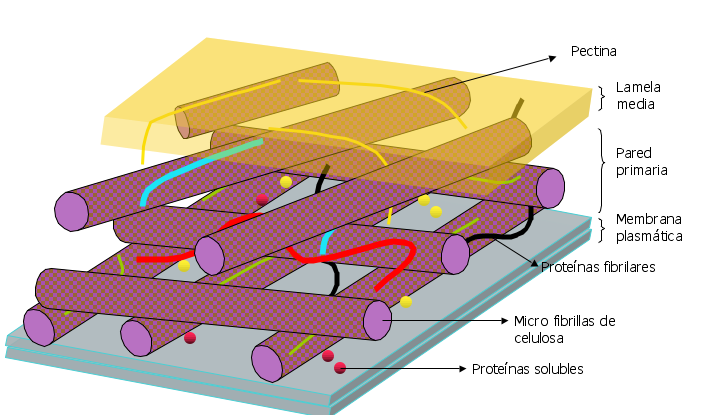
Respectivas camadas integrantes a parede celular (externa para interna): Lamela média; parede primária; membrana plasmática.

Lamela média é uma membrana formada durante a telófase da divisão celular, utilizada como um cimento, unindo as células dos vegetais entre si. Esta é a primeira camada formada, a qual é depositada no momento da citocinese. Quimicamente, é constituída por pectatos de cálcio e magnésio.  É bastante elástica, completamente permeável, descontínua, e é formada pelo complexo golgiense.